# José Antonio Pascual
José Antonio Pascual Rodríguez  (Monleras, Salamanca; 29 de marzo de 1942). Lingüista y catedrático de Lengua española de la Universidad Carlos III de Madrid. Es miembro de la Real Academia Española, de la que ha sido vicedirector entre 2007 y 2015, cuando sustituyó en el cargo a Gregorio Salvador.

## Biografía

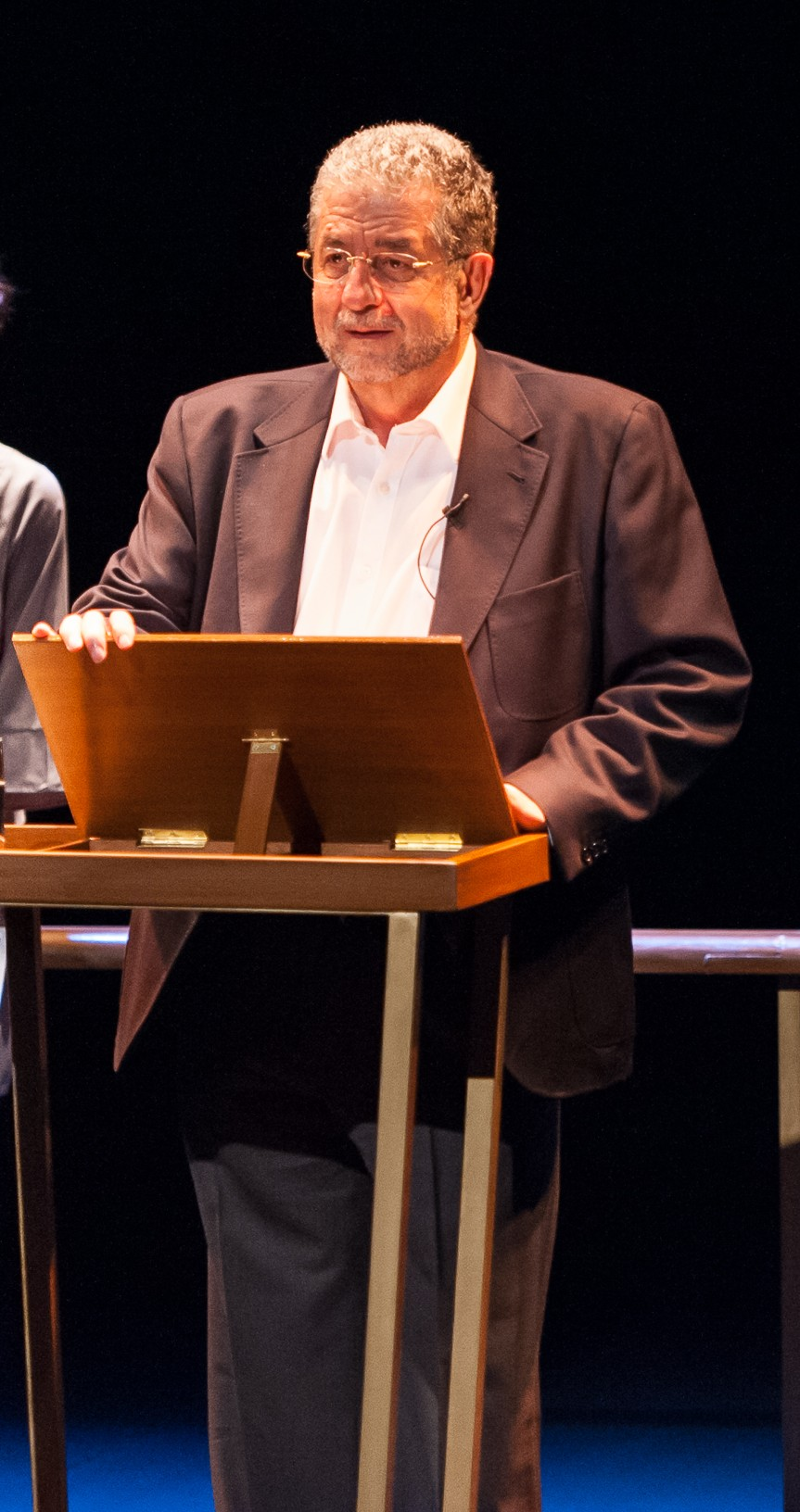
José Antonio Pascual en la 37.ª edición del Festival de Almagro

Doctor en Lengua española por la Universidad de Salamanca (1971). Consiguió en oposición las plazas de catedrático de instituto de bachillerato, de profesor titular y, posteriormente, de catedrático en la Universidad de Salamanca (de la que también fue vicerrector), en la de Sevilla y, finalmente, en la Carlos III de Madrid. Durante unos años desempeñó también el cargo de director de la sede del Instituto Cervantes de París.
Miembro de la Real Academia Española (sillón "k") desde 2002. Es vicesecretario de la institución y director del Nuevo Diccionario Histórico de la Lengua Española. También es miembro correspondiente del Instituto de Estudios Catalanes (1997) y de honor del Instituto Caro y Cuervo de Colombia. Fue fundador y primer director de la "Revista de la Sociedad de Lingüística Aplicada".
Aunque se define a sí mismo fundamentalmente como "un lexicógrafo" sus conocimientos e intereses académicos han sido amplios y variados, desde sus primeros estudios sobre traducciones (La Divina Commedia atribuida a Don Enrique de Aragón) hasta ediciones de las obras de sus maestros, como Luis Michelena (Koldo Mitxelena) o Joan Corominas.
Fue colaborador de Joan Corominas en la elaboración y redacción final del Diccionario crítico etimológico castellano e hispánico.
De forma paralela a su actividad investigadora es público su interés por transmitir a las nuevas generaciones el entusiasmo hacia el idioma, tanto desde la cátedra universitaria como desde los medios de comunicación. Esta preocupación divulgativa le ha llevado a escribir un ya famoso manual de bachillerato. Durante la segunda mitad de los años ochenta fue muy conocido gracias a sus apariciones en el programa televisivo "Hablando Claro". Su espíritu tolerante, carencia de dogmatismos en la labor científica y sentido del humor caracterizan su magisterio.
En el año 1973 le fue otorgado el premio "Conde de Cartagena" de la Real Academia Española y en 2006 el Premio Nacional de Investigación Ramón Menéndez Pidal.
Dirige desde su creación el Instituto de Historia de la Lengua, dentro del Centro Internacional de Investigación de la Lengua Española -"Cilengua"-, del Gobierno de La Rioja.

## Obra

### Obra principal
- La traducción de la Divina Commedia atribuida a Don Enrique de Aragón. Estudio y edición del Infierno. Salamanca, 1974.
- Corominas, Joan (1991-1997). Diccionario crítico etimológico castellano e hispánico. Obra completa. Madrid: Editorial Gredos. [Con la colaboración de José A. Pascual]. ISBN 978-84-249-1362-5.

1. Volumen I: A-ca. 1991 (1ª ed., 6ª imp.). ISBN 978-84-249-1361-8.
2. Volumen II: Ce-f. 1996 (1ª ed., 6ª imp.). ISBN 978-84-249-1363-2.
3. Volumen III: G-ma. 1997 (1ª ed., 7ª imp.). ISBN 978-84-249-1365-6.
4. Volumen IV: Me-re. 1997 (1ª ed., 7ª imp.). ISBN 978-84-249-0066-3.
5. Volumen V: Ri-x. 1997 (1ª ed., 5ª imp.). ISBN 978-84-249-0879-9.
6. Volumen VI: Y-z, índices. 1991 (1ª ed., 3ª imp.). ISBN 978-84-249-1456-1.

- Límites y horizontes en un diccionario histórico, en colaboración con Rafael García Pérez, Salamanca, Diputación de Salamanca, 2007.

### Otras publicaciones relevantes
1. ESTUDIOS FILOLÓGICOS
1.1.) La lengua de las traducciones de autores italianos medievales
[1.1.1] “La primera traducción castellana de la Divina Commedia. Argumentos para la identificación de su autor” (en colaboración con R. Santiago Lacuesta). En: Serta Philologica F. Lázaro Carreter, Madrid, Cátedra, 1983, 391-402.
[1.1.2] “La Traducción española del De Mulieribus Claris de Boccaccio” (en colaboración con Félix Fernández Murga), Filología Moderna, 55 (1975), 499-511.
[1.1.3] “Anotaciones sobre la traducción española del De Mulieribus Claris de Boccaccio” (en colaboración con Félix Fernández Murga), Studia Philologica Salmanticensia, Salamanca, I (1977), 53-64.
Cf. Mª de las Nieves Muñiz Muñiz, “Gli Studi di Letteratura italiana nella Spagna odierna”, Esperienza Letterarie, 17 (1992), 32.
1.2.) Problemas filológicos en los textos del siglo XV
[1.2.1] “Los Doze Trabajos de Hércules, fuente de algunas glosas a La Coronación  de Juan de Mena”, Filología Moderna, 46-47 (1972-3), 89-103.
Cf. R. G. Keightley: “Boethius, Villena and Juan de Mena”, BHS, 55 (1978),189-202.
[1.2.2] “Los aragonesismos en La Visión Deleitable  del Bachiller Alfonso de la Torre”, Actas del I Congr. Intern. de Historia de la Lengua Española, Cáceres, 1988, 647-676.
[1.2.3] “La actitud hipercastellanizante de don Adolfo de Castro en su edición de La visión deleitable del bachiller Alfonso de la Torre”. En Miscelánea de Homenaje para Germán Colón, Tübingen, 1989, 285-290.
1.3.) Problemas filológicos en los textos de los Siglos de Oro
[1.3.1]  “Sobre la lengua de Santa Teresa: el valor de sus elecciones gráficas evitadas por Fray Luis” (en colaboración con L. García-Macho), Cuadernos de la Casa de Velázquez, 26 (1990), 129-140.
[1.3.2]  “De nuevo sobre los usos gráficos en la edición que Fray Luis de León hizo del Camino de Perfección de Santa Teresa de Jesús” (en colaboración con L. García Macho). En Lengua y discurso. Estudios dedicados al profesor Vidal Lamíquiz, Madrid: Arco Libro, 2000, 367-375.
[1.3.3] “La recepción inicial del Cántico Espiritual a través de las variantes manuscritas del texto” (en colaboración con M. J. Mancho Duque), Actas del Congreso Internacional Sanjuanista,  Valladolid: Junta de Castilla y León, 1993, vol. 1, 107-122.
[1.3.4] “La compostura como ideal del Renacimiento” (en colaboración con B. Gutiérrez Rodilla). En: R. Espinosa y J. Montenegro (eds.): Castilla y Portugal en los albores de la Edad Moderna, Valladolid: Junta de Castilla y León, Consejería de Educación y Cultura, 1997, 55-74.
[1.3.5]  “Los peligros de la lectura: a propósito de algunas consejas contadas por Luis Vives”, Pasarela, UNED de París, junio de 1999, 4-5.
[1.3.6] “La edición crítica de los textos del Siglo de Oro: de nuevo sobre su modernización gráfica”. En: M. García Martín (ed.): Estado actual de los estudios sobre el Siglo de Oro, Salamanca: Ediciones Universidad de Salamanca, 1993, 37-57.
Vid.  M. A. Pérez Priego: La edición de textos, Madrid: Síntesis, 1997, 83-84; Cf. I. Arellano: Criticón, 78 (2000), p. 144.
1.4.) En torno al Quijote
[1.4.1] “Los registros lingüísticos del Quijote: la distancia irónica de la realidad”. En Don Quijote de la Mancha. Edición del IV Centenario, de la Real Academia Española, Madrid: Alfaguara, 2004: 1130-1138.
[1.4.2] “La difícil aventura de entender la realidad”. En La razón de la sinrazón que a la razón se hace. Lecturas actuales del Quijote, Segovia: Instituto Castellano y Leonés de la Lengua, 2005, 183-199.
[1.4.3] “De unos cuantos autores en busca de autor en el Venteatro de Palomeque”, Drama, Revista de la Asociación de Autores de Teatro, 20 (2004), p. 35.
[1.4.4] “Voces concordadas, contrapuntos y disonancias en la lengua del Quijote”, Miscelánea, Cuadernos para los profesores de español, AAPA, 9, 2005, 6-14.
[1.4.5.] “Caballería y economía: Cervantes entre dos mundos fictivos” (en colaboración con Mariano Quirós García). En Cervantes y el Tribunal de Cuentas, Madrid, 2005: 171-195.
[1.4.6.] “Las dudosas palabras como protagonistas” [en prensa en el número especial que el BRAE dedica al Quijote].
[1.4.7.] “El Quijote en el milenio que empieza: un canto a la libertad” [en prensa].
1.5.) En torno a Ortega
[1.5.1] “Más allá del despertar: Ortega como intermediario entre la realidad y Jorge Guillén”. En Antiqua et noua romania. Estudios lingüísticos y filológicos en honor de José Mondejar en su sexagésimo quinto aniversario, Granada: Servicio de Publicaciones de la Universidad de Granada, 1993, vol. 2, 257-270.
[1.5.2] “Las ideas de Ortega sobre el lenguaje”. En: R. Senabre (ed.): El Escritor José Ortega y Gasset, Cáceres: Publicaciones de la Universidad de Extremadura, 1985, 59-79.
[1.5.3] “Ortega entre literatos y lingüistas”. En: M. T. López de la Vieja (ed.): Política y sociedad en José Ortega y Gasset. En torno a “Vieja y nueva política”,  Barcelona: Anthropos, 1997, 51-68.
[1.5.4] “¿Referirse a la realidad o explicarla? La oscuridad como recurso”. En B. Gutiérrez Rodilla (ed): Aproximaciones al lenguaje de la ciencia, Burgos: Instituto de la Lengua, 2003, 193-238.
2. HISTORIA DEL ESPAÑOL
2.1.) Fonética histórica
[2.1.1] “La lengua del Registro Antiguo. Algunos problemas gráficos y fonéticos”. En José Luis Martín (ed.): Propiedades del cabildo segoviano, sistemas de cultivo y modos de explotación de la tierra a fines del siglo XII, Salamanca: Ediciones de la Universidad de Salamanca, 1981, 169-184.
[2.1.2] “Notas sobre las confusiones medievales de las sibilantes”, Lingüística Española Actual, 10 (1988), 125-131.
Cf. J. A. Frago, “¿Sólo grietas en el edificio del reajuste fonológico?”, LEA, 11 (1989), 125-143.
[2.1.3] “Los derivados salmantinos del leonés estojo”, Voces, 1 (1990), 63-70.
[2.1.4] “Çufrir por sufrir” Voces, 2 (1991), 103-108.
[2.1.5] “De los munchos tipos de n adventicia del español” (en colaboración de J. M. Blecua). En Filología y Lingüística. Estudios ofrecidos a Antonio Quilis, II, Madrid: CSIC 2005: 1361-1383.
2.2.) Morfología histórica
[2.2.1] “Una forma particular de amalgama morfológica: Notas sobre la historia de -dor y -dero en español” (en colaboración con N. Sánchez González de Herrero). En J. A. Bartol, J. F. García y J. de Santiago (eds.): Estudios filológicos en homenaje a Eugenio de Bustos, Salamanca: Ediciones Universidad de Salamanca, 1993, 675-698.
[2.2.2] “Derivación y diccionario. A propósito de los adjetivos activos en -dero en el DRAE”, BFUCh, 35 (1995-1996), 349-359.
[2.2.3] “El enfoque histórico de los procedimientos derivativos del léxico español”, Voces, 8-9 (1997-8) [2000], 249-264.
[2.2.4] “Los sutiles mecanismos de la derivación aplicados al incordio” (en colaboración con J. García Palacios), Universitas Tarraconensis, 14 (1992-3), 211-239.
[2.2.5] El placer o el riesgo de elegir: sobre los recursos derivativos del español, lección inaugural del curso del año 1996-7, Universidad de Salamanca, 1996, 90 pp.
[2.2.6] “Excepciones en las reglas de derivación” (en colaboración con Miguel Pascual y Marina Pascual). En La sintaxis en el aula,  I Jornadas Territoriales para Profesores de Lengua y Literatura, Madrid: 2002, 15-30.
[2.2.7] “Sobre la dudosa claridad de algunas palabras. A propósito de los neologismos de la Filosofía”, Panace@, 4 (2003),  213-218.
2.3.) Historia de la lengua
[2.3.1] “Las explicaciones de sustrato aplicadas al catalán”, Actes del VII Col.loqui Internacional de Llengua i Literatura Catalanes, Barcelona, 1986, 363-382.
[2.3.2.] “La lucha de lenguas en España”. En Violeta Demonte y Beatriz Garza Cuarón (eds.): Estudios de Lingüística de España y México, México: U.N.A.M. y El Colegio de México A.C., 1990, 421-441.
Una versión corregida de este trabajo se publicó en japonés. La versión definitiva apareció en alemán (traducida por R. Schatzmann): “Das Spanische und die Sprache Spaniens” en Revista de Occidente: Zwanzig Ansichten über das Spanien von Heute, verano de 1991, 51-72, y en inglés: “The Languages of Spain”. En A. Ramos Gascón (ed.): Spain Today: In Search of Modernity, Madrid, Cátedra, 1991, 237-251.
[2.3.3.] “Observacions des del sentit comú a algunes idees usuals sobre la Història de la llengua” (en colaboración con Juan Gutiérrez Cuadrado). En: S. Martí y F. Feliu (eds.): Problemes i mètodes de la Història de la llengua, Barcelona: Cuaderns Crema, 1995,129-167.
[2.3.4.] “De cómo el castellano se convirtió en español” (en colaboración con J. Gutiérrez Cuadrado). En: A. García Simón (ed.): Historia de una cultura. La singularidad de Castilla, Valladolid: Junta de Castilla y León, 1995, vol. 2, 320-385.
[2.3.5.] “Del latín a las lenguas romances: la complicada gestación —sobre el papel— del castellano”. En: A. Mª Aldama (ed.): De Roma al siglo XX, Actas del I Congreso de la Asociación de Estudios Latinos, Madrid: UNED, 1996: 447-471.
[2.3.6.] “Variación fonética o norma gráfica en el español medieval. A propósito de los dialectos hispánicos centrales”, Cahiers de Linguistique Hispanique Médievale. Hom. a Jean Roudil, 21, 1998: 89-104.
Vid. R. Wright: Actas IV Congr. Intern. de Hist. de la Lengua Esp., 1998: 970.
[2.3.7.] “El revolucionario conservadurismo del español norteño. A propósito de la evolución de la s implosiva en español”. En: Estudios de lingüística y filología españolas.. En: Estudios de lingüística y filología españolas. Homenaje a Germán Colón, Madrid: Gredos, 1998, 387-400.
[2.3.8.] “La idea que Sherlock Holmes se hubiera hecho de los orígenes del español americano”. En: I. Carrasco, coord.: El español y sus variedades, Málaga: AC, 2000, 75-93.
[2.3.9.] “Discrepancias tempranas entre Joan Coromines y Ramón Menéndez Pidal. A propósito de lo sustrato suritálico”. En M. Pérez González, ed. Actas del III Congreso Hispánico de Latín Medieval, II, León: Secretariado de Publicaciones de la Universidad, 2002,  505-514.
[2.3.10.] “Evolución fonética y tradiciones gráficas. Sobre la documentación del Monasterio de Sahagún en Orígenes del español” (en colaboración con R. Santiago Lacuesta). En H. Perdiguero (ed.): Lengua romance en textos latinos de la Edad Media. Sovere los orígenes del castellano escrito, Burgos: Universidad de Burgos, 2003, 205-220.
[2.3.11.] Documentos selectos para el estudio de los orígenes del romance en el Reino de León, siglos X-XII (en colaboración con J. M. Fernández Catón, J. M. Díaz de Bustamante, M. C. Díaz y Díaz, J. A. Fernández Flórez, J. Herrero, J. M. Morala, J. M. Ruiz Asencio), León: Fundación Monteleón, 2003.
[2.3.12.] “Sobre la representación de los diptongos en la documentación medieval del monasterio de Sahagún y de la catedral de León”, VVAA. Orígenes de las lenguas en el reino de León. Siglos IX-XII, I, León: Centro de Estudios e Investigación “San Isidoro”, 2004, 501-531.
2.4.) Etimología e historia del léxico
[2.4.2.] “Notas léxicas sobre un documento zamorano del último cuarto del siglo XIII”, Studia Zamorensia, 2 (1981), 18-23.
[2.4.3.] “Notas sobre la documentación medieval de Alba de Tormes” (en colaboración con J. I. Pérez), Salamanca, 7 (1983), 97-106.
[2.4.4.] “Notas sobre el léxico medieval castellano: a propósito de la documentación de la catedral de Avila” (en colaboración con J. I. Pérez), Cuadernos Abulenses, Ávila, 1 (1984), 39-68.
[2.4.5.] “Notas sobre el léxico hispánico”, Salamanca, Revista de Estudios, Homenaje a Antonio Llorente, 43 (1999), 377-387.
[2.4.6.] “Los problemas, necesidades y perspectivas en el estudio de la terminología de la construcción”, Actas del I Congreso Hispanoamericano de Terminología de la Construcción, Valladolid, l989, 8-14.
[2.4.7.] “El léxico relacionado con el lagar en castellano medieval”. En: José L. Melena (ed.): Symbolae Ludovico Mitxelena Septuagenario Oblatae, Vitoria, 1985, 709-720.
[2.4.8.] “Sobre la etimología del castellano mostela 'gavilla'”, Archivum, 26 (1976), 193-196.
[2.4.9.] “Del silencioso llorar de los ojos”, El Crotalón, Madrid, 1 (1984), 799-805.
[2.4.10.] “Notas para la historia del castellano rumor”, Anuario de Estudios Filológicos, 8 (1985), 247-256.
[2.4.11.] “Sobre un reciente neologismo de sentido: nacionalidad” (en colaboración con M. Pascual). En J. C. Chevalier y M. F. Delport: La fabrique des mots: la néologie ibérique, París: Presses de l’Université de Paris-Sorbonne, 2000, 203-219.
[2.4.12.] “El trabajo lingüístico de Jolis y la lexicografía novohispana del siglo XVIII” (en colaboración con J. Gutiérrez Cuadrado), Lexis,  20 (1996), 333-371.
[2.4.13.] La historia como pretexto. Discurso de ingreso en la Real Academia Española, Salamanca, 2002.
[2.4.14.] “Sobre heredar, heredero, herencia en la documentación latina medieval”, Voces, 12-13 (2001-2002) [2004], 11-27.
[2.4.15] “Voces romances en la documentación latina leonesa de la Edad Media” (en colaboración con Ramón Santiago). En Escritos dedicados a José María Fernández Catón, II, León: «Centro de Estudios e Investigación “San Isidoro”, 2004: 1097-112.
[2.4.16] “El largo camino hacia el conocimiento en las Coplas a la muerte de su padre de Jorge Manrique”, Cuadernos de Filología, UAB, 5 (2005), 69-88.
2.5.) Norma y cambio lingüístico
[2.5.1.] “Libertad, norma e historia” Tabanque, Revista de la Escuela de E.G.B. de Palencia, 1985, 9-19.
[2.5.2.] “Los signos de puntuación y la gramática”. En: Gramàtica i expressió Escrita, IV Jornades sobre expressió escrita en els diferents nivells escolars, Barcelona: Univ. de Barcelona, 1988,11-20.
[2.5.3.] “Sobre la uniformidad lingüística”. En V. Salvador (coord.): Teletextos: Valencia, 1989,151-164.
[2.5.4.] “Jugar con la ortografía”, Pabellón de España,11, Sevilla, 20.5.91, 12-14.
[2.5.5.] “Escándalo o precaución. Sobre el futuro de nuestra lengua”. En: Marqués de Tamarón, dir.: El peso de la lengua española en el mundo,  Valladolid: Universidad de Valladolid, 1995, 135-171.
[2.5.6.] “Sobre el estándar y la norma” (en la colaboración de E. Prieto de los Mozos).  En C. Kent y M. D. de la Calle, Visiones salmantinas (1898/1998),  Salamanca: Universidad de Salamanca / Ohio Wesleyan University, 1998, pp. 63 - 95.
[2.5.7.] “Sobre la norma”. En M. A. Cano, J. Martines, V. Martines, J. J. Ponsoda, eds.: Bescanvi i identitat: Interculturalitat i construcció de la llengua, Alicante: Institut Interuniversitari de Filologia Valenciana, 1999,151-173.
[2.5.8.] “Ocupar entre la norma y el uso”, BULAG,  Mélanges offerts a Gaston Gross à l’occasion de son 60e anniversaire, PUFC, 2000, 161-179. Una versión ampliada y reformada en: J. C. Herreras, dir.: Norme linguistique et société, Valenciennes: Presses Universitaires de Valenciennes, 2003, 163-186.
[2.5.9.] “¿Pobreza o confusión de registros? Con algunas precisiones sobre la precisión y el juego”. En C. Saralegui y M. Casado, eds.: Pulchre, bene, recte. Estudios en homenaje al prof. Fernando González Ollé, Pamplona: EUNSA, 2002, 1025-1051.
[2.5.10] “La importancia de las traducciones científicas para una lengua. A propósito de la colección Klasikoak”, http/www.klasikoak.com.
[2.5.11.] “Paseo por Salamanca y por su manera de hablar, sin que, por una vez nos acompañen ni Elio Antonio de Nebrija ni Miguel de Unamuno en el recorrido”. En.VV.AA.: El camino de la lengua, Segovia: Artec, 2004: 154-173.
3. LEXICOGRAFÍA
[3.1.] “Ideología y diccionario” (en colaboración con Mª Carmen Olaguíbel). En: S. Ahumada (ed.): Diccionarios españoles, contenido y aplicaciones, Jaén, 1991, 73-89.
[3.2.] “La coherencia en los diccionarios de uso”. En: E. Forgas, coord.: Léxico y diccionarios, Tarragona: Universitat Rovira i Virgili,, 1996, 167-198.
[3.3.] “La caracterización de los arcaísmos en un diccionario de uso”. En: VVAA: Cicle de Conferencies 95-96: Lèxic, corpus i diccionaris, Barcelona: IULA, 1997, 9-30.
[3.4.] “¿Con qué diccionario viaja Juan José Millás por las palabras?”, Estudios en honor de Ambrosio Rabanales, Boletín de Filología, 37 (1998-9), 933-951.
[3.5.] “Els lexicògrafs i el seu concepte del lèxic català”. En: VV. AA., Llibre blanc sobre la unitat de la llengua catalana, Barcelona, 1989 161-169.
[3.6.] Proyecto de la realización del Diccionario Salamanca (en colaboración con J. Gutiérrez), Madrid: Santillana, 1996.
[3.7] “Tres largos paseos por el laberinto del diccionario”. En A. M. Medina Guerra (ed.): Lexicografía española, Barcelona: Ariel, 2003, 353-385.
[3.8] “The necessary role of history in dictionaries of current spanish”. En J. Gorrochategui, ed.: Basque and (Paleo)hispanic Studies in the Wake of Michelena’s Work, Vitoria: Servicio Editorial de la Universidad del País Vasco, 2003: 83-108.
[3.9] “Filología y lexicografía”. En M. A. Martín Zorraquino y José Luis Aliaga Jiménez: La lexicografía hispánica ante el siglo XXI. Balance y perspectivas, Zaragoza: Instituto Fernando el Católico, 2003, 151-166.
[3.10] “Las relaciones entre las palabras en un diccionario histórico: la relación genética” (en colaboración con Rafael García), en Mar Campos Souto, Rosalía Cotelo García, José Ignacio Pérez Pascual (eds.), Historia del léxico español. Anejos de la Revista de Lexicografía, 5. La Coruña, Universidade da Coruña, 2007, pp. 109-124.
[3.11] “La organización de los materiales de un diccionario histórico: las formas de interés filológico”  (en colaboración con Rafael García). En E. Bernal y J. de Cesaris (eds.): Palabra por palabra. Estudios ofrecidos a Paz Battaner, Barcelona: IULA, 2006, 189-200.
[3.12]  “Venturas y desventuras de algunas voces actuales aparecidas en la prensa” (en colaboración con Marina Pascual). En Corcillum. Estudios de Traducción, Lingüística y Filología dedicados a Valentín García Yebra, Madrid: Arco Libros, 200: 945-961.
4. OTROS
[4.1] “La Constitución o el valor del acuerdo”. En G. Peces-Barba y M. A. Ramiro Avilés: La Constitución a examen. Un estudio académico 25 años después, Madrid: Marcial Pons, 2004, 127-141.
5. MANUALES
[5.1] Lengua castellana 1 (en colaboración con L. Alcalde y L. Castro), Madrid: Santillana 1997 [varias ediciones y reimpresiones].
[5.2] Lengua castellana 2 (en colaboración con L. Alcalde y L. Castro), Madrid: Santillana 1997 [varias ediciones y reimpresiones].
6. COORDINADOR DE PUBLICACIONES COLECTIVAS
[6.1] Con María Jesús García Macho del vol. II de las Actas del Congreso Internacional Sanjuanista,  Valladolid: Juanta de Castilla y León, 1993.
[6.2] Con José Manuel Blecua, Miguel Ángel Aguilar, José Jesús de Bustos, Emilio Lamo de Espinosa, Natalia Salmones y Pilar Palanco, Actas del Congreso de la Lengua Española, celebradas en Sevilla, 1992, Madrid: Instituto Cervantes, 1994.
[6.3] Con Alegría Alonso y Beatriz Garza, II Encuentro de Filólogos de España y México, Salamanca: Junta de Castilla y León y Universidad de Salamanca, 1994.
[6.4] Con Alegría Alonso, Bertha Gutiérrez Rodilla y Ladislao Castro, Actas del III Congreso Internacional de Historia de la lengua española, 2 vols., Madrid: Arco Libros, 1995.
[6.5] Con Christophe Campos, Attitudes towards teaching European languages. Prescriptive or evolutionary? En Franco-British Studies, 30 (2000).
[6.6] Con J. M. Blecua y J. Gutiérrez Cuadrado, coords.: de Historia, lengua y ciencia: un encuentro necesario y presentación del volumen: “La historia de los textos científicos en la mirada del filólogo y del científico”, publicado en Asclepio, 55 (2003).